# Yussuf Poulsen
Yussuf Yurary Poulsen (født 15. juni 1994) er en dansk fodboldspiller, der spiller for den tyske klub Hamburger SV og for det danske landshold.

## Klubkarriere

### Lyngby
Poulsen skrev sin første kontrakt med Lyngby BK i december 2009. Inden da havde han spillet som ungdomsspiller i BK Skjold.
I foråret 2012 fik Poulsen forlænget aftalen med Lyngby, så kontrakten løb frem til sommeren 2014. Inden forlængelse af kontrakten havde han debuteret i Superligaen d. 4. december 2011 i en kamp mod AC Horsens.
I efteråret 2012 slog Poulsen for alvor igennem på Lyngbys førstehold i 1. division, hvilket medførte en henvendelse fra den tyske Bundesliga-klub VfB Stuttgart, men Poulsen valgte at blive i Lyngby for at fokusere på sin skolegang og spilletiden i Lyngby.

### RB Leipzig
I sommeren 2013 skiftede Poulsen til den tyske klub RB Leipzig på en fire-årig kontrakt. I september 2017 blev det annonceret, at hans kontrakt med klubben var blevet forlænget frem til 2021.

## Landsholdskarriere
Yussuf Yurary Poulsen har spillet på alle ungdomslandshold fra U/16 og op.
Som de eneste spillere fra 1. division blev Poulsen sammen med Uffe Bech i december 2012 udtaget af landstræner Morten Olsen til Ligalandsholdets træningstur til USA i januar 2013.
I efteråret 2014 fik Yussuf Yurary Poulsen debut for Danmarks A-landshold i en EM-kvalifikationskamp mod Albanien. Samtidig med, at han var stamspiller på det U/21-landshold, der kvalificerede sig til EM-slutrunden 2015, fortsatte han på A-landsholdet, og 13. juni 2015 scorede Poulsen sit første mål for dette hold i kampen mod Serbien, hvilket var medvirkende til den danske 2-0 sejr.
Poulsen var egentlig udtaget til OL i Rio 2016, men måtte efter samråd med Leipzig melde fra kort før afrejsen.
Poulsen scorede sit første mål ved en slutrunde den 16. juni 2018 ved VM i Rusland, hvor han bragte Danmark i front 1-0 mod Peru. Ved EM-slutrunden 2020 (afholdt i 2021) spillede han fem af de seks kampe, og i holdets anden kamp, mod Belgien, scorede han efter mindre end to minutter, hvilket var det næsthurtigste mål ved et EM nogensinde. Han scorede også i den sidste puljekamp mod Rusland, som Danmark vandt 4-1. Han måtte sidde ude i ottendedelsfinalen mod Wales på grund af en mindre skade, men kom tilbage igen og spillede med i både kvartfinalen og semifinalen.

## Privatliv
Yussuf Yurary Poulsen er søn af en dansk mor og en far fra Tanzania.

## Karrierestatistik
| Klub            | Sæson           | Liga            | Liga  | Liga | Pokal | Pokal | Europa | Europa | Total | Total |
| --------------- | --------------- | --------------- | ----- | ---- | ----- | ----- | ------ | ------ | ----- | ----- |
| Klub            | Sæson           | Division        | Kampe | Mål  | Kampe | Mål   | Kampe  | Mål    | Kampe | Mål   |
| Lyngby          | 2011-12         | Superligaen     | 5     | 0    | 0     | 0     |        |        | 5     | 0     |
| Lyngby          | 2012-13         | 1. Division     | 30    | 11   | 2     | 0     | 32     | 11     |       |       |
| Lyngby          | Total           | Total           | 35    | 11   | 2     | 0     |        |        | 37    | 11    |
| RB Leipzig      | 2013-14         | 3. Liga         | 36    | 10   | 1     | 0     |        |        | 37    | 10    |
| RB Leipzig      | 2014-15         | 2. Bundesliga   | 29    | 11   | 3     | 1     | 32     | 12     |       |       |
| RB Leipzig      | 2015-16         | 2. Bundesliga   | 32    | 7    | 2     | 0     | 34     | 7      |       |       |
| RB Leipzig      | 2016-17         | Bundesligaen    | 29    | 5    | 1     | 0     | 30     | 5      |       |       |
| RB Leipzig      | 2017-18         | Bundesligaen    | 30    | 4    | 2     | 1     | 9      | 0      | 41    | 5     |
| RB Leipzig      | 2018-19         | Bundesligaen    | 31    | 15   | 5     | 2     | 8      | 2      | 40    | 19    |
| RB Leipzig      | Total           | Total           | 187   | 52   | 14    | 4     | 17     | 2      | 214   | 58    |
| Samlet karriere | Samlet karriere | Samlet karriere | 222   | 63   | 16    | 4     | 17     | 2      | 254   | 69    |